# 孫松
孫松（？—231年），字子喬，吳郡富春（今浙江杭州富陽）人。東吳宗室，孫堅三子孫翊之子。為人善与人交，轻财好施。
孫松鎮巴丘時曾多次訪問陸遜討論自己過失，後來就因犯下小錯而被陸遜當面責備，孫松當時顯得不太服氣。陸遜在孫松似乎有點釋懷時就對他說：「君過去不認為我低劣，多數來訪，所以我就遵你來意盡力指出你的過失，但為甚麼你面色就變了？」孫松笑說：「我亦忿恨自己做過這樣的事，怎會有怨恨呀！」黃龍元年（229年）時，孫松是與孫權最親近的宗室子弟，但胡亂玩弄兵器，行為不端，陸遜為了責罰他，就當著他面前對其屬吏施以髡刑。孫松曾任射聲校尉，封都鄉侯。黄龙三年（231年），孫松去世，蜀丞相诸葛亮聞訊後在寫給兄長諸葛瑾的书信中對孫松之死表示哀悼。